# لبرينات (حسين الغابة)
لبرينات هو دُوَّار يقع بجماعة نكا، إقليم آسفي، جهة مراكش آسفي في المملكة المغربية. ينتمي الدوّار لمشيخة حسين الغابة التي تضم 8 دواوير. يقدر عدد سكانه بـ 583 نسمة حسب الإحصاء الرسمي للسكان والسكنى لسنة 2004.

## روابط خارجية
- البوابة الوطنية للجماعات الترابية نسخة محفوظة 12 مارس 2018 على موقع واي باك مشين.
- المندوبية السامية للتخطيط